# 隐匿薹草
隐匿薹草（学名：Carex infossa）是莎草科薹草属的植物，为中国的特有植物。分布在中国大陆的安徽、江苏等地，多生于林下、山坡和沟边。

## 变种
显穗薹草（学名：Carex infossa var. extensa）是莎草科苔草属隐匿苔草的变种。分布于中国大陆的安徽等地。